# Saint-Martin-lès-Melle
Saint-Martin-lès-Melle és un municipi francès situat al departament de Deux-Sèvres i a la regió de la Nova Aquitània. L'any 2007 tenia 840 habitants.

## Demografia

### Població
El 2007 la població de fet de Saint-Martin-lès-Melle era de 840 persones. Hi havia 289 famílies de les quals 71 eren unipersonals (12 homes vivint sols i 59 dones vivint soles), 107 parelles sense fills, 99 parelles amb fills i 12 famílies monoparentals amb fills.
La població ha evolucionat segons el següent gràfic:
Habitants censats

### Habitatges
El 2007 hi havia 332 habitatges, 302 eren l'habitatge principal de la família, 12 eren segones residències i 18 estaven desocupats. 326 eren cases i 7 eren apartaments. Dels 302 habitatges principals, 229 estaven ocupats pels seus propietaris, 70 estaven llogats i ocupats pels llogaters i 3 estaven cedits a títol gratuït; 5 tenien una cambra, 7 en tenien dues, 21 en tenien tres, 61 en tenien quatre i 208 en tenien cinc o més. 275 habitatges disposaven pel capbaix d'una plaça de pàrquing. A 111 habitatges hi havia un automòbil i a 176 n'hi havia dos o més.

### Piràmide de població
La piràmide de població per edats i sexe el 2009 era:
| Homes | Edats   | Dones |
| ----- | ------- | ----- |
| 8     | 95 o +  | 8     |
| 4     | 90 a 94 | 24    |
| 8     | 85 a 89 | 20    |
| 16    | 80 a 84 | 12    |
| 4     | 75 a 79 | 24    |
| 4     | 70 a 74 | 12    |
| 28    | 65 a 69 | 12    |
| 12    | 60 a 64 | 12    |
| 8     | 55 a 59 | 12    |
| 28    | 50 a 54 | 24    |
| 24    | 45 a 49 | 24    |
| 4     | 40 a 44 | 16    |
| 28    | 35 a 39 | 12    |
| 24    | 30 a 34 | 44    |
| 32    | 25 a 29 | 20    |
| 20    | 20 a 24 | 8     |
| 12    | 15 a 19 | 12    |
| 4     | 10 a 14 | 28    |
| 24    | 5 a 9   | 24    |
| 24    | 0 a 4   | 12    |

## Economia
El 2007 la població en edat de treballar era de 486 persones, 362 eren actives i 124 eren inactives. De les 362 persones actives 336 estaven ocupades (181 homes i 155 dones) i 26 estaven aturades (4 homes i 22 dones). De les 124 persones inactives 59 estaven jubilades, 36 estaven estudiant i 29 estaven classificades com a «altres inactius».

### Ingressos
El 2009 a Saint-Martin-lès-Melle hi havia 305 unitats fiscals que integraven 749,5 persones, la mediana anual d'ingressos fiscals per persona era de 18.804 €.

### Activitats econòmiques
Dels 32 establiments que hi havia el 2007, 1 era d'una empresa extractiva, 3 d'empreses de fabricació d'altres productes industrials, 7 d'empreses de construcció, 11 d'empreses de comerç i reparació d'automòbils, 3 d'empreses de transport, 2 d'empreses d'hostatgeria i restauració, 1 d'una empresa d'informació i comunicació, 1 d'una empresa financera, 2 d'entitats de l'administració pública i 1 d'una empresa classificada com a «altres activitats de serveis».
Dels 9 establiments de servei als particulars que hi havia el 2009, 2 eren tallers de reparació d'automòbils i de material agrícola, 2 paletes, 1 guixaire pintor, 1 fusteria, 1 lampisteria, 1 electricista i 1 restaurant.
Dels 3 establiments comercials que hi havia el 2009, 1 era un supermercat i 2 botigues de mobles.
L'any 2000 a Saint-Martin-lès-Melle hi havia 11 explotacions agrícoles que ocupaven un total de 480 hectàrees.

## Equipaments sanitaris i escolars
L'únic equipament sanitari que hi havia el 2009 era una ambulància.
El 2009 hi havia una escola elemental integrada dins d'un grup escolar amb les comunes properes formant una escola dispersa.

## Poblacions més properes
El següent diagrama mostra les poblacions més properes.